# Clypeaster durandi
Clypeaster durandi är en sjöborreart. Clypeaster durandi ingår i släktet Clypeaster och familjen Clypeasteridae. Inga underarter finns listade i Catalogue of Life.